# Corico (Teke)
Corico è un monte e di un promontorio dell'Asia Minore. Oggi prende il nome di Teke Burnu, promontorio della Turchia, a circa 40 chilometri da Smirne, nella penisola che si protende verso l'isola di Chio, nel mar Egeo.
Qui, nel 191 a.C. fu combattuta la battaglia di Corico, la prima battaglia navale dei Romani nel mar Egeo, che vedeva contrapposto ai Romani il re Antioco III di Siria, uscito sconfitto.

## Ambiguità
Da non confondere con l'omonimo promontorio, Teke Burnu, situato sempre nell'Asia Minore, alla punta estrema della penisola di Gelibolu, (italianizzato: Gallipoli), posta all'imbocco dello stretto dei Dardanelli, che dal mar Egeo dà nel mar di Marmara.